# Prix du Plateau de Gravelle
Prix du Plateau de Gravelle är ett travlopp för 4-10-åriga varmblodstravare som körs på Vincennesbanan i Paris i Frankrike varje år vid månadsskiftet mellan februari och mars (samma tävlingsdag som Prix de Sélection) under slutet av det franska vintermeetinget. Det är ett Grupp 3-lopp, det vill säga ett lopp av tredje högsta internationella klass. Fram till 2011 var det ett Grupp 2-lopp. Loppet körs över distansen 2100 meter med autostart. Förstapris är 40 500 euro.
Segraren i 2018 års upplaga, Uza Josselyn, bjöds efter sin prestation i loppet in till 2018 års upplaga av Elitloppet på Solvalla. Tidigare hade Readly Express bjudits in till loppet och hon blev därmed den andra hästen att bjudas in.

## Vinnare
| År   | Häst               | Efter            | Kusk                  | Tränare                 | Distans | Tid     |
| ---- | ------------------ | ---------------- | --------------------- | ----------------------- | ------- | ------- |
| 2025 | Inexess Bleu       | Vittel de Brevol | Alexandre Abrivard    | Laurent-Claude Abrivard | 1'13"3  | 2 700 m |
| 2024 | Face Time          | Coktail Jet      | Matthieu Abrivard     | Matthieu Abrivard       | 1'12"0  | 2 700 m |
| 2023 | Émeraude de Bais   | Repeat Love      | Franck Nivard         | Benjamin Goetz          | 2 100 m | 1'10"3  |
| 2022 | Elie de Beaufour   | Royal Dream      | Jean-Michel Bazire    | Jean-Michel Bazire      | 2 100 m | 1'11"6  |
| 2021 | Ce Bello Romain    | Jam Pridem       | Anthony Barrier       | Sylvain-Gérard Dupont   | 2 100 m | 1'11"2  |
| 2020 | Dorgos de Guez     | Romcok de Guez   | Jean-Michel Bazire    | Jean-Michel Bazire      | 2 100 m | 1'11"1  |
| 2019 | Bel Avis           | Ganymède         | Jean-Michel Bazire    | Jean-Michel Bazire      | 2 100 m | 1'10"7  |
| 2018 | Uza Josselyn       | Love You         | Alexandre Abrivard    | René Aebischer          | 2 100 m | 1'11"4  |
| 2017 | Timone Ek          | Mr Vic           | Jean-Philippe Monclin | Philippe Billard        | 2 100 m | 1'12"1  |
| 2016 | Amiral Sacha       | Ganymède         | Gabriele Gelormini    | Florent Lamare          | 2 100 m | 1'11"9  |
| 2015 | Chelsea Boko       | Chocolatier      | Björn Goop            | Timo Nurmos             | 2 100 m | 1'12"   |
| 2014 | Une Fille d'Amour  | Infant du Bossis | David Thomain         | Cyril Raimbaud          | 2 100 m | 1'11"2  |
| 2013 | Quinoa du Gers     | Ganymède         | Matthieu Abrivard     | Fabrice Souloy          | 2 100 m | 1'11"9  |
| 2012 | Quoumba de Guez    | Urfist des Prés  | Jean-Michel Bazire    | Jean-Michel Bazire      | 2 100 m | 1'11"6  |
| 2011 | Pretty Jet         | Défi d'Aunou     | Matthieu Abrivard     | Sébastien Guarato       | 2 100 m | 1'12"4  |
| 2010 | Qwerty             | Quadrophénio     | Pierre Levesque       | Pierre Levesque         | 2 100 m | 1'12"1  |
| 2009 | Infinitif          | Pine Chip        | Joseph Verbeeck       | Jean Baudron            | 2 100 m | 1'11"7  |
| 2008 | Olivia Jet         | Halimède         | Jean-Étienne Dubois   | Jean-Étienne Dubois     | 2 100 m | 1'12"   |
| 2007 | Morydiem           | Carpe Diem       | Bruno Marie           | Bruno Marie             | 2 100 m | 1'12"2  |
| 2006 | Kool du Caux       | Bijou du Bignon  | Joseph Verbeeck       | Fabrice Souloy          | 2 100 m | 1'11"4  |
| 2005 | Kuza Viva          | Uzo Charmeur     | Stéphane Levoy        | Paul Viel               | 2 100 m | 1'11"4  |
| 2004 | Tsar d'Inverne     | Arnaqueur        | Dominiek Locqueneux   | Robert Bergh            | 2 100 m | 1'13"8  |
| 2003 | Holographie        | Urane Sautonne   | Antoine-Paul Bézier   | Antoine-Paul Bézier     | 2 100 m | 1'11"7  |
| 2002 | Energetic          | Flying Irishman  | Örjan Kihlström       | Stefan Hultman          | 2 100 m | 1'13"   |
| 2001 | Lass Zefyr         | Quick Pay        | Olle Goop             | Olle Goop               | 2 100 m | 1'12"4  |
| 2000 | Fière Lady         | Quilon           | Jean-Philippe Mary    | Loïc-Désiré Abrivard    | 2 700 m | 1'14"1  |
| 1999 | Fiesta d'Anjou     | Urfist des Prés  | Jean-Michel Bazire    | Jean-Michel Bazire      | 2 700 m | 1'14"3  |
| 1998 | Draga              | Polstock         | Michel Lenoir         | Michel Lenoir           | 2 700 m | 1'15"5  |
| 1997 | Belle Argence      | Noble Atout      | Ulf Nordin            | Ulf Nordin              | 2 700 m | 1'15"3  |
| 1996 | Capitole           | Passionnant      | Bernard Oger          | Léopold Verroken        | 2 700 m | 1'16"2  |
| 1995 | Activity           | Active Bowler    | Anders Lindqvist      | Bengt Hansson           | 2 700 m | 1'14"9  |
| 1994 | Uranium de Tillard | Florestan        | Jean-Claude Hallais   | Jean-Claude Hallais     | 2 700 m | 1'15"7  |
| 1993 | Vrai Lutin         | Lutin d'Isigny   | Jean-Pierre Viel      | Jean-Pierre Viel        | 2 650 m | 1'17"6  |
| 1992 | Lucky Tilly        | Chambon P        | Torbjörn Jansson      | Torbjörn Jansson        | 2 650 m | 1'17"   |
| 1991 | Superman           | Tatius           | Roland-Roger Dabouis  | Roland-Roger Dabouis    | 2 650 m | 1'17"7  |
| 1990 | Réussite de Rozoy  | Chambon P        | Roger Baudron         | Roger Baudron           | 2 650 m | 1'17"   |
| 1989 | Quiton du Coral    | Chambon P        | Joël Hallais          | Joël Hallais            | 2 650 m | 1'17"7  |
| 1988 | Quilon             | Honorin          | Ghislain Fontenay     | Ghislain Fontenay       | 2 650 m | 1'17"7  |
| 1987 | Poroto             | Esquirol         | Louis Boulard         | Louis Boulard           | 2 650 m | 1'17"3  |
| 1986 | Okwo               | Haut de Bellouet | Joël Hallais          | Joël Hallais            | 2 650 m | 1'17"8  |
| 1985 | Mon Ouiton         | Kerjacques       | Bernard Oger          | Léopold Verroken        | 2 650 m | 1'17"4  |
| 1984 | Lapito             | Dogan            | Joël Hallais          | Joël Hallais            | 2 600 m | 1'17"8  |
| 1983 | Spice Island       | Lindy's Pride    | Kurt Hörmann          | Wallner / Lindstedt     | 2 600 m | 1'18"5  |
| 1982 | Ino Ludois         | Quioco           | Marc Bonhomme         | Marc Bonhomme           | 2 600 m | 1'19"3  |
| 1981 | Képi Vert          | Chambon P        | Roger Baudron         | Roger Baudron           | 2 600 m | 1'20"1  |
| 1980 | Jorky              | Kerjacques       | Léopold Verroken      | Léopold Verroken        | 2 600 m | 1'19"9  |
| 1979 | Gars de Fontaine   | Volnay II        | Pierre Levasseur      | Pierre Levasseur        | 2 600 m | 1'19"2  |
| 1978 | Gadamès            | Kerjacques       | Michel-Marcel Gougeon | Dominique Bellaigue     | 2 600 m | 1'20"8  |